# 九州旅客鉄道北部九州地域本社

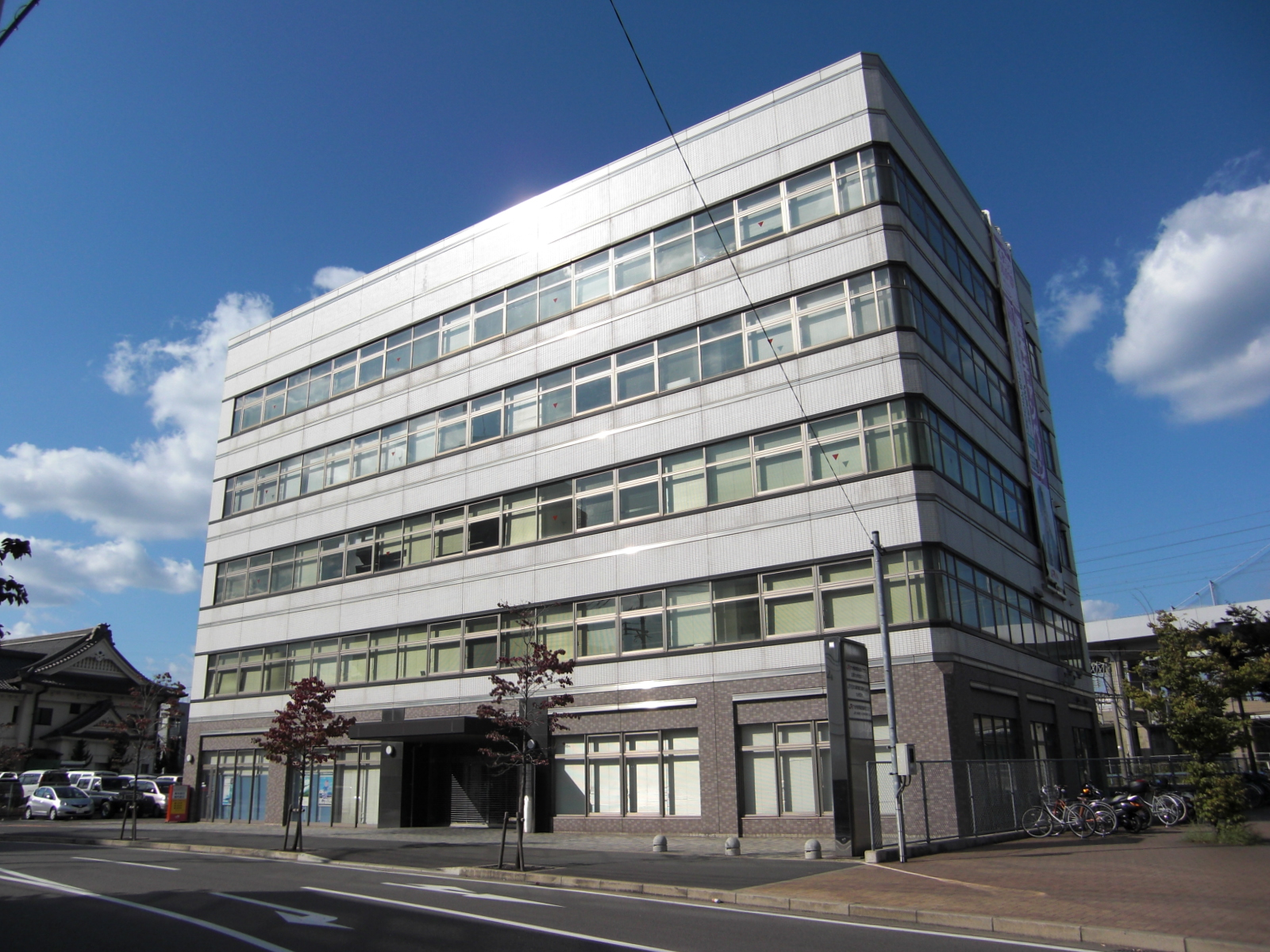
JR九州北部九州地域本社

九州旅客鉄道北部九州地域本社（きゅうしゅうりょかくてつどうほくぶきゅうしゅうちいきほんしゃ）は、福岡県北九州市小倉北区室町3-2-57（西小倉駅脇）に位置する九州旅客鉄道（JR九州）の組織。「本社」と名がつくが、組織構成上では支社と同列の扱いとなっている。

## 概要
JR九州の実質的な前身である日本国有鉄道（国鉄）九州総局は北九州市門司区に置かれていたが、JR発足時に福岡市にも本社機能を設け、福岡市と北九州市の両方に本社を置く「二本社体制」を取った（登記上本店は福岡本社）。その後、業務の効率化を進めるため、福岡への一本化を進めたが、これに北九州市が反発し、福岡・佐賀両県の在来線を統括する「北部九州地域本社」を北九州市に設けることで合意し、2001年（平成13年）4月1日に設置された。
しかし、2010年（平成22年）3月31日をもって公式サイト「HOT!あっと」が閉鎖され、翌4月1日付で傘下の鉄道事業部等の運輸・車両関係のセクションが本社鉄道事業本部の直轄に移行し、大幅に権限が縮小された。現在は、企画部のみ設置されており、営業部門や現業機関は存在しない。